# Zevenmarkensteen

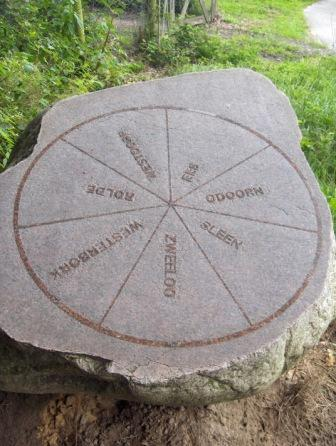
De in april 2004 herplaatste Zevenmarkesteen

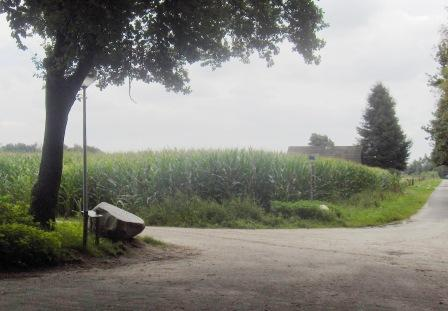
Omgeving

De Zevenmarkensteen was een grenssteen vlak bij het Drentse De Kiel.
Het is het "zevenlandenpunt" waar zeven boermarken bij elkaar kwamen. Dit waren de boermarken van: Westdorp, Ees (ook Eest), Odoorn, Noord-Sleen, Wezup, Orvelte en Schoonloo. Door gemeentelijke herindeling zijn dit de gemeenten Borger Odoorn, Aa en Hunze, Coevorden en Midden Drenthe geworden.
De oorspronkelijke steen is verdwenen, maar in 2004 is een moderne variant herplaatst. Op deze steen staan de plaatsen Westdorp, Ees, Odoorn, Sleen, Zweeloo, Westerbork en Rolde. De namen op de steen zijn niet allemaal Boermarke namen maar ook de namen van de gemeentes van voor de herindeling van 1998.